# National Division One 1994-1995
National Division One 1994-95 fu l'8º campionato nazionale inglese di rugby a 15 di prima divisione.
Si tenne dal 10 settembre 1994 al 29 aprile 1995 tra 10 squadre, che si incontrarono a girone unico su 18 turni con la formula della doppia gara d'andata e ritorno.
Il campionato fu noto come Courage Clubs' Championship Division One a seguito di accordo di naming stipulato nel 1987 con il birrificio inglese John Courage e rinnovato nel 1993.
Il campionato vide il ritorno alla vittoria del Leicester, al suo secondo titolo dopo la vittoria nell'edizione inaugurale e cinque titoli di Bath nelle successive sei edizioni di torneo; proprio Bath, al termine secondo, fu l'estremo contendente al titolo, ma la sua sconfitta interna contro Sale Sharks consegnò matematicamente il torneo a Leicester a prescindere dal risultato di quest'ultimo nel proprio incontro.
A retrocedere, con una giornata d'anticipo, fu Northampton, al quale fu inutile la vittoria nell'ultima giornata contro la sua diretta rivale per la salvezza, West Hartlepool, che prima del fischio d'inizio lo sopravanzava di tre punti ed era matematicamente al sicuro.
Il valore delle marcature, come stabilito dall’IRFB nel 1992, era: 5 punti per ciascuna meta (7 se trasformata), 3 punti per la realizzazione di ciascun calcio piazzato, idem per il drop.

## Squadre partecipanti
- Bath
- Bristol
- Gloucester
- Harlequins (Londra)
- Leicester
- Northampton
- Orrell
- Sale Sharks
- Wasps (Londra)
- West Hartlepool (Hartlepool)

## Risultati
| 10-9-1994  | 1ª/10ª giornata            | 7-1-1995  |
| ---------- | -------------------------- | --------- |
| 18-9       | Bath – Bristol             | 10-9      |
| 20-15      | Leicester – Northampton    | 20-18     |
| 19-20      | Sale – Harlequins          | 15-15     |
| 45-8       | Wasps – Gloucester         | 29-18     |
| 17-19      | W. Hartlepool – Orrell     | 17-19     |
|            |                            |           |
| 1-10-1994  | 4ª/13ª giornata            | 4-3-1995  |
| 10-15      | Gloucester – Bath          | 19-19     |
| 20-10      | Harlequins – W. Hartlepool | 8-10      |
| 15-18      | Northampton – Bristol      | 24-13     |
| 22-19      | Orrell – Sale              | 8-8       |
| 18-23      | Wasps – Leicester          | 6-21      |
|            |                            |           |
| 22-10-1994 | 7ª/16ª giornata            | 15-4-1995 |
| 20-20      | Bath – Leicester           | 21-31     |
| 24-25      | Bristol – Wasps            | 27-15     |
| 6-8        | Harlequins – Orrell        | 10-28     |
| 9-6        | Northampton – Gloucester   | 13-14     |
| 22-7       | Sale – W. Hartlepool       | 23-17     |

| 17-9-1994  | 2ª/11ª giornata            | 14-1-1995 |
| ---------- | -------------------------- | --------- |
| 44-22      | Bristol – Sale             | 9-21      |
| 48-12      | Gloucester – W. Hartlepool | 21-22     |
| 26-57      | Harlequins – Wasps         | 7-25      |
| 16-32      | Northampton – Bath         | 6-26      |
| 0-6        | Orrell – Leicester         | 19-29     |
|            |                            |           |
| 8-10-1994  | 5ª/14ª giornata            | 25-3-1995 |
| 12-9       | Bath – Wasps               | 10-11     |
| 20-9       | Bristol – Orrell           | 16-20     |
| 33-16      | Leicester – W. Hartlepool  | 12-6      |
| 16-23      | Northampton – Harlequins   | 9-10      |
| 16-14      | Sale – Gloucester          | 20-8      |
|            |                            |           |
| 29-10-1994 | 8ª/17ª giornata            | 22-4-1995 |
| 22-11      | Bath – Harlequins          | 25-19     |
| 9-6        | Gloucester – Orrell        | 14-43     |
| 37-20      | Leicester – Sale           | 20-10     |
| 27-21      | Wasps – Northampton        | 13-19     |
| 47-11      | W. Hartlepool – Bristol    | 17-12     |

| 23-9-1994  | 3ª/12ª giornata             | 11-2-1995 |
| ---------- | --------------------------- | --------- |
| 32-13      | Bath – Orrell               | 6-6       |
| 19-14      | Bristol – Harlequins        | 10-9      |
| 16-6       | Leicester – Gloucester      | 3-9       |
| 41-6       | Sale – Northampton          | 22-9      |
| 20-15      | W. Hartlepool – Wasps       | 22-33     |
|            |                             |           |
| 15-10-1994 | 6ª/15ª giornata             | 8-4-1995  |
| 19-17      | Gloucester – Bristol        | 17-21     |
| 13-40      | Harlequins – Leicester      | 8-22      |
| 13-10      | Orrell – Northampton        | 3-15      |
| 52-22      | Wasps – Sale                | 12-17     |
| 18-20      | W. Hartlepool – Bath        | 17-53     |
|            |                             |           |
| 6-11-1994  | 9ª/18ª giornata             | 29-4-1995 |
| 31-22      | Bristol – Leicester         | 3-17      |
| 10-14      | Harlequins – Gloucester     | 28-17     |
| 25-14      | Northampton – W. Hartlepool | 21-12     |
| 10-16      | Orrell – Wasps              | 25-53     |
| 3-19       | Sale – Bath                 | 18-13     |

## Classifica
| Pos | Squadra         | G  | V  | N | P  | PF  | PS  | DP   | Pt |
| --- | --------------- | -- | -- | - | -- | --- | --- | ---- | -- |
| 1   | Leicester       | 18 | 15 | 1 | 2  | 400 | 239 | +161 | 31 |
| 2   | Bath            | 18 | 12 | 3 | 3  | 373 | 245 | +128 | 27 |
| 3   | Wasps           | 18 | 13 | 0 | 5  | 469 | 313 | +156 | 26 |
| 4   | Sale Sharks     | 18 | 7  | 2 | 9  | 327 | 343 | −16  | 16 |
| 5   | Orrell          | 18 | 6  | 3 | 9  | 256 | 325 | −69  | 15 |
| 6   | Bristol         | 18 | 7  | 0 | 11 | 301 | 353 | −52  | 14 |
| 7   | Gloucester      | 18 | 6  | 1 | 11 | 269 | 336 | −67  | 13 |
| 8   | Harlequins      | 18 | 6  | 1 | 11 | 275 | 348 | −73  | 13 |
| 9   | West Hartlepool | 18 | 6  | 1 | 11 | 312 | 412 | −100 | 13 |
| 10  | Northampton     | 18 | 6  | 0 | 12 | 267 | 335 | −68  | 12 |

## Verdetti
- Leicester: Campione d'Inghilterra
- Northampton: retrocessa in National Division Two 1995-96